# Pulverturm (Zofingen)

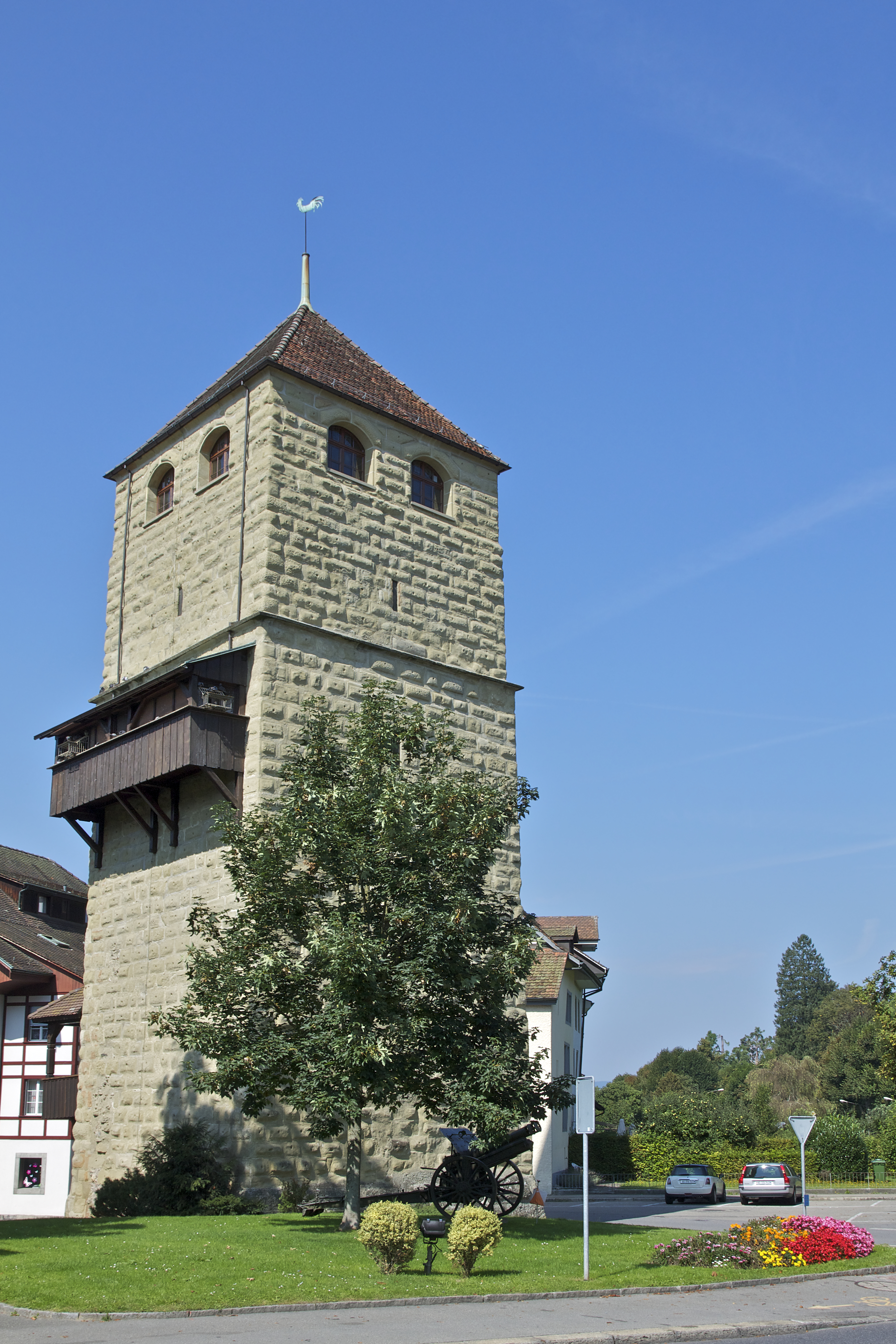
Pulverturm Zofingen

Der Pulverturm Zofingen ist ein heute freistehender Turm der ehemaligen Stadtmauer der Stadt Zofingen im Schweizer Kanton Aargau. Er wurde als Bollwerk mit beinahe quadratischem Grundriss erbaut.

## Geschichte

### Mittelalter
Der Turm wurde zwischen 1361 und 1363 durch die Grafen von Habsburg unter Herzog Rudolf IV. von Österreich erbaut. Er diente als Eckpfeiler der Stadtmauer Zofingens sowie als Pulver-, Waffen- und Folterkammer. Der Pulverturm war bis zur Entfestigung im 19. Jahrhundert einer von sechs Haupttürmen, dazu gehörten unter anderem der Wasserturm, der Münzturm und der Folterturm. Über die Geschichte des Turmes existieren nur wenige urkundliche Aufzeichnungen, da viele Dokumente bei Stadtbränden verloren gingen.

### Heutige Nutzung
Ende des 19. Jahrhunderts wurde das unterste Geschoss als Eiskeller vermietet, die oberen Geschosse blieben infolge morscher Treppen ungenutzt und dienten Tauben und Fledermäusen als Unterschlupf. Im Jahre 1948 mietete der Artillerieverein Zofingen und Umgebung den Turm und musste dabei gewisse Verpflichtungen bezüglich Unterhalt übernehmen. Zuerst erfolgte eine Aussen- und Dachrenovation, gefolgt von einer Innenrenovation, die bis 1951 dauerte.
Nach einer zweiten Ausbauetappe von 1977 bis 1978 erfolgte von 1980 bis 1981 eine weitere Aussenrenovation. 2001 wurden Küche und WC-Anlagen erneuert. Heute zählt der Pulverturm mit der Pulverturmstube zu den bedeutenden Kulturgütern der Stadt Zofingen. Die Pulverturmstube kann mit einem anwesenden Turmwart beim Artillerieverein Zofingen für Anlässe gemietet werden und bietet Platz für 30 Personen.